# Older Brother Effect
Der Older Brother Effect, auch Großer-Bruder-Effekt, häufiger aber englisch Fraternal birth order effect ist das konsistente Phänomen, dass mit steigender Anzahl älterer Brüder von der gleichen Mutter auch die Wahrscheinlichkeit eines Mannes, eine homosexuelle Orientierung zu entwickeln, ansteigt. Da die Assoziation lediglich bei Männern mit älteren biologischen Brüdern der gleichen Mutter auftritt, nicht bei Stief-, Adoptiv- oder väterlichen Halbbrüdern, wird der Effekt vorgeburtlichen biologischen Mechanismen zugeschrieben und scheint nicht psychosozialer Natur zu sein. Nach gängiger Annahme handelt es sich unter anderem um eine maternale Immunantwort auf männliche Feten, wobei neutralisierende Antikörper eine Rolle in der sexuellen Differenzierung während der intrauterinen Entwicklung spielen. Erste Evidenz für diese Theorie wurde 2017 erbracht und zeigte, dass Mütter homosexueller Männer höhere Spiegel von Antikörpern gegen das NLGN4Y-Y-Protein zeigen als Mütter ausschließlich heterosexueller Männer.
Der Effekt wird mit jeder weiteren Jungenschwangerschaft stärker und erhöht die Wahrscheinlichkeit jedes weiteren Sohnes, eine homosexuelle Orientierung zu entwickeln, um 38–48 %. Das bedeutet jedoch nicht, dass nach mehreren Jungenschwangerschaften die meisten Söhne homosexuell werden, da es sich um eine relative Steigerung der Ursprungswahrscheinlichkeit handelt: Diese beträgt näherungsweise für eine erste Jungenschwangerschaft 2 %, erhöht sich bei der zweiten auf 3 %, bei der dritten auf 5 % usw. Umgekehrt kann indes ein Großteil homosexueller Männer seine sexuelle Orientierung auf einen älteren Bruder zurückführen, wobei dieser Anteil wahrscheinlich sogar unterschätzt wird, da auch frühe, möglicherweise von der Mutter selbst nicht bemerkte Aborte zu einer Sensibilisierung beitragen können, diese aber statistisch kaum erfassbar sind.

## Biodemographie
Der Older Brother Effect kann auf zwei verschiedene Art und Weisen beschrieben werden. Erstens: Ältere Brüder erhöhen die Wahrscheinlichkeit von Homosexualität in später geborenen Männern. Zweitens: Homosexuelle Männer haben durchschnittlich eine höhere Anzahl älterer Brüder als heterosexuelle Männer. Homo- und heterosexuelle Männer unterscheiden sich jedoch nicht in der Anzahl älterer Schwestern, jüngerer Schwestern oder jüngerer Brüder. Allerdings kann es in Gesellschaften mit einer insgesamt hohen Geburtenrate zu dem statistischen Artefakt kommen, dass auch die Zahl älterer Schwestern bei homosexuellen Männern erhöht ist. Das ist nur daher der Fall, weil mit steigender Anzahl älterer Brüder freilich rein statistisch auch die Anzahl älterer Schwestern ansteigt: Eine Frau, die fünf Söhne geboren hat, hat ja nur eine geringe Wahrscheinlichkeit, ausschließlich Jungen bekommen zu haben, und daher wahrscheinlich auch dazwischen Mädchen zur Welt gebracht.
Der Older Brother Effect ist ein in zahlreichen Studien immer wieder konsistent bestätigtes Phänomen, das in verschiedensten geographisch, genetisch und kulturell entfernten Gesellschaften gefunden wurde, so etwa in Brasilien, Iran, Finnland, Kanada, Italien, in den Niederlanden, Großbritannien, Samoa, Spanien, der Türkei und den Vereinigten Staaten. Einzige Ausnahme sind Gesellschaften ohne ältere Brüder, wie etwa während der Ein-Kind-Politik in China.
Bei weiblicher Homosexualität konnte kein Zusammenhang mit der Geschwisterreihenfolge gefunden werden. Indes konnte jedoch ein ähnliches Phänomen unter androphilen Transgender-Frauen (die also zum Geburtszeitpunkt als männlich erfasst wurden), festgestellt werden. Trans-Frauen, die ausschließlich an Männern interessiert sind, haben eine im Schnitt höhere Anzahl an Brüdern als Trans-Frauen, deren Verlangen sich auf Frauen richtet, wie Studien in Kanada, dem Vereinigten Königreich, den Niederlanden und Polynesien ergaben.

## Evolution

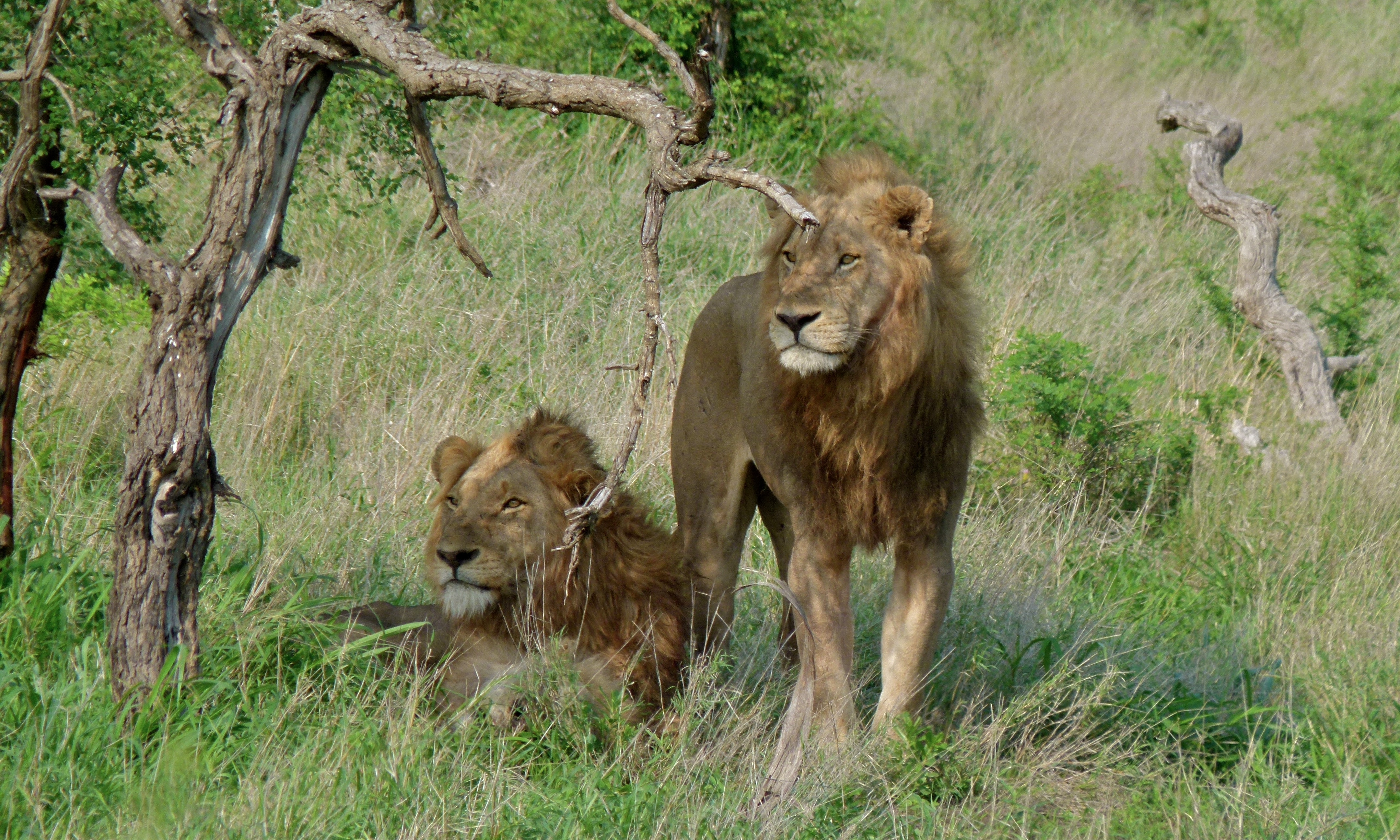
Löwenbrüder sind zusammen erfolgreicher als einzeln und zeigen regelmäßig homosexuelles Verhalten

Über den evolutionären Nutzen des Bruder-Effektes können im Wesentlichen nur Spekulationen angestellt werden. Verschiedene Erklärungsmodelle kommen in Betracht. In landwirtschaftlich geprägten Gesellschaften, in denen der Hof ohnehin an den ältesten Bruder vergeben wurde, könnte der Older Brother Effect eine womöglich destruktive Konkurrenz zwischen den Brüdern um das Gründen einer Familie verringert haben, sodass sich hier die Kräfte besser in die Aufzucht der nachfolgenden Generation bündeln konnten. Jedoch sind Erbschaftsregelungen zu kulturell wandelbar (und in manchen Gesellschaften populationsgenetisch auch zu jung), um als wirkliche Ursache dieses weltweit so konsistent gefundenen Phänomens in Betracht zu kommen. Sie könnten aber dennoch in lange Zeit landwirtschaftlich geprägten Regionen genetische Varianten, die den Older Brother Effect wahrscheinlicher machen, befördert haben. Auch müsste der Effekt der unterstützenden jüngeren Brüder nicht zwangsläufig auf agrarisch geprägte Gesellschaften beschränkt sein. Nicht konkurrierende, sondern einträchtige Bruderallianzen sind gemeinsam viel durchsetzungsfähiger als einzelne Männer, wie es sich etwa auch Löwenbrüder bei der Eroberung von Rudeln zu Nutze machen. Der Older-Brother-Effect könnte also hier die direkte genetische Fitness der gemeinsamen Mutter und die indirekte genetische Fitness der homosexuellen Männer erhöht haben, wenn der Reproduktionserfolg des älteren Bruders dadurch mindestens gleich oder sogar höher als der summarische Effekt zweier einzelner heterosexueller Brüder zusammen ist.
Diese evolutionäre Strategie könnte unter schwierigen Ernährungsbedingungen sogar noch besonders an Bedeutung gewinnen, denn wenn hier in der Familie bereits ein Großteil der Ressourcen an den älteren Bruder geht, wäre das Aufziehen eines weiteren heterosexuellen, aber körperlich nicht ideal förderbaren und damit schwerlich konkurrenzfähigen Jungen ohnehin nicht sehr erfolgversprechend (s. u. niedrigere Geburtsgewichte). Ein homosexueller Sohn als Unterstützer des älteren Bruders hingegen würde der Mutter zu mehr Enkeln verhelfen und hierbei indirekt auch seine eigenen Gene weitergeben. Da mehrere ältere Brüder auch oft mehr ältere Schwestern bedeuten, kann der Unterstützungseffekt sich auch auf Geschwister allgemein beziehen.
Prinzipiell wäre im Übrigen für die Unterstützung der nahen Verwandten auch eine Asexualität ausreichend. Jedoch erfüllt Sexualität bei höheren Lebewesen neben der Fortpflanzungs- auch eine große soziale Funktion: Liebes- und sexuelle Beziehungen können eine Art familienübergreifendes Netz unter dem Netz bilden, zehrenden Konflikten vorbeugen, Ressourcen und Austausch vermitteln und somit letztlich der Familie Vorteile eröffnen. Gerade bei einer durch so komplexe kommunikative Fähigkeiten gekennzeichneten Spezies wie dem Menschen ist dies ein hochwahrscheinlicher Grund für diese biologisch geprägte Verhaltensspielart. Es ist auch eine gute Erklärung dafür, weshalb Homosexualität überhaupt mit so hoher Frequenz in allen menschlichen Gesellschaften auftritt, denn Vernetzung und Beziehungen haben bereits in der Entstehung unserer Art eine kaum zu unterschätzende Rolle gespielt.

## Mechanismus

Antikörperkonzentrationen-NLGN4Y

Die Assoziation tritt lediglich bei Männern mit älteren biologischen Brüdern der gleichen Mutter auf –  nicht hingegen bei Stief-, Adoptiv- oder väterlichen Halbbrüdern. Der Effekt bleibt jedoch auch nach einer Adoption bestehen und ist damit unabhängig vom gemeinsamen Aufwachsen. Folglich muss es sich um einen pränatalen Mechanismus handeln, die spätere psychosoziale Prägung scheint keinen Einfluss zu haben. Vermutlich spielen mehrere Faktoren und Mechanismen eine Rolle, deren genaues Zusammenspiel weiterhin erforscht wird:

### Immunogener Mechanismus
Eine 2017 veröffentlichte Studie konnte eine Assoziation zwischen der Immunantwort von Müttern gegen das Neuroligin 4-Y-linked protein (NLGN4Y) und sexueller Orientierung ihrer Söhne herstellen.
NLGN4Y ist ein für die männliche Hirnentwicklung wichtiges Protein; die maternale Reaktion darauf in Form von Anti-NLGN4Y-Antikörpern beeinflusst also vermutlich die Entwicklung der für die sexuelle Orientierung verantwortlichen Hirnstrukturen eines männlichen Fetus. Frauen allgemein haben höhere Anti-NLGN4Y-Antikörper-Spiegel als Männer. Frauen mit homosexuellen Söhnen, und hier insbesondere solche mit zuerst geborenen älteren heterosexuellen Söhnen, haben jedoch deutlich höhere Level.
Die Sensibilisierung der Mutter gegen NLGN4Y und eventuell weitere Proteine kann jedoch für sich genommen noch keine ausreichende Bedingung sein. Das daher, weil ja nicht alle jüngeren Brüder homosexueller Männer ebenfalls homosexuell werden. Es muss also weitere, vermutlich fötuseigene Faktoren geben, die hierzu beitragen, etwa genetische oder epigenetische, und die damit eine Suszeptibilität für die mütterlichen Antikörper vermitteln. Insgesamt ist der Mechanismus also durch eine Art Wechselspiel aus mütterlichen und kindlichen Faktoren gekennzeichnet.

### Geburtsgewicht
Ältere Brüder senken bekanntermaßen allgemein das Geburtsgewicht ihrer nachfolgenden Brüder. Jedoch sind hetero- und homosexuelle Männer unterschiedlich betroffen, letztere nämlich deutlich stärker. Je geringer das Geburtsgewicht eines Jungen nach einer bereits vorangegangenen Jungenschwangerschaft, desto höher ist seine Wahrscheinlichkeit, später eine homosexuelle Orientierung zu entwickeln. Es ist ungeklärt, in welchem Kausal- oder Korrelationsverhältnis dies steht. Möglich wäre, dass eine verringerte intrauterine Wachstumsrate die Suszeptibilität für den immunogenen Mechanismus erhöht; oder aber, dass der immunogene Mechanismus auch Auswirkungen auf das Geburtsgewicht hat.

### Händigkeit
Der Older Brother Effect scheint eher bei rechtshändigen homosexuellen Männern aufzutreten. Die Händigkeit wird bekanntermaßen ebenfalls intrauterin angelegt. Der Zusammenhang ist wahrscheinlich nicht kausal, könnte aber auf eine gemeinsame, das Gehirn auf eine bestimmte Art und Weise prägende Ursache hindeuten.